# 세이지 (SAIGE)
세이지(영어: SAIGE)는 대한민국 서울특별시에 본사를 둔 인공지능(AI) 소프트웨어 기업이다.
이 회사는 산업용 머신비전과 안전 모니터링 분야에 특화된 솔루션을 개발하여 제조, 물류, 건설, 공공 안전 등 다양한 산업 영역에서 활용되고 있다.

## 역사
세이지는 2017년에 설립되었으며, 이후 품질 검사 및 공정 모니터링 솔루션을 개발해 왔다.
2024년 한국인터넷진흥원(KISA)으로부터 지능형 CCTV 성능 인증을 획득했고,
2025년에는 중소벤처기업부의 ‘초격차 스타트업 1000+ 프로젝트’에 선정되었다.

## 제품
- 세이지 비전(SAIGE Vision) : 이미지 분석 기반 품질 검사 자동화 솔루션.
- 세이지 빔스(SAIGE VIMS) : 제조 공정 이상 탐지 및 실시간 모니터링 솔루션.
- 세이지 세이프티(SAIGE Safety) : 산업 현장 및 공공 보안 환경에서 위험 상황을 탐지하는 지능형 CCTV 솔루션.[4]

## 주요 활동
세이지는 국내외 산업 전시회를 통해 자사 제품을 소개하고 있다.
- 스마트공장·자동화산업전 (AW2025): 머신비전 솔루션 전시[5]
- 세계 보안 엑스포(SECON 2025): 지능형 CCTV 솔루션 발표[6]
- 국제물류산업대전 (2025): 물류 안전 모니터링 솔루션 전시[7]
- 부산국제기계대전(BUTECH 2025): 머신비전 솔루션 전시[8]
- Intel AI Summit Seoul 2025: 레노버와 공동 참가[9]

## 수상 및 인증
- 2024년: 산업통상자원부 ‘산업융합 혁신품목’ 선정[10]
- 2024년: GS인증 1등급 획득[11]
- 2025년: Vision Systems Design ‘Innovators Awards’ 수상[12]

## 투자
세이지는 누적 투자 약 155억 원 규모의 시리즈 B 라운드를 마쳤다.

## 같이 보기
- 대한민국의 기업 목록
- 인공지능 기업 목록